# Schattauer Verlag

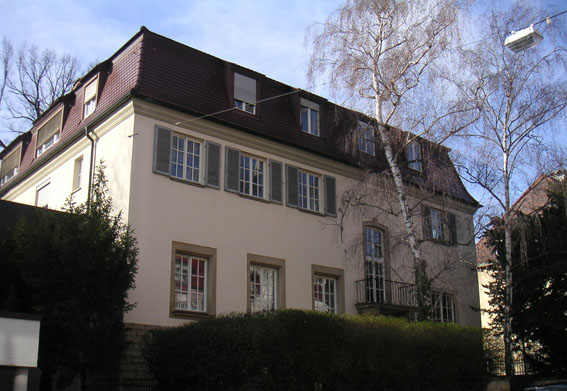
Schattauer Verlagshaus in Stuttgart

Der Schattauer Verlag für Medizin und Naturwissenschaften ist ein medizinisch-naturwissenschaftlicher Fachverlag mit Sitz in Stuttgart, der seit 2017 zur Thieme Gruppe gehört.

## Verlagsprogramm
Der Verlag publizierte 21 Fachzeitschriften in print und online und produzierte jährlich ca. 60 Neuerscheinungen, Nachdrucke und Neuauflagen. Besonders hervorzuheben sind die Farbatlanten, vor allem der Titel Anatomie des Menschen von J. W. Rohen, der in 20 Sprachen publiziert wurde.
Hinzu kamen elektronische On- und Offline-Produkte sowie Kongresse und Seminare.
Neben human- und veterinärmedizinischen Titeln verlegte der Schattauer Verlag auch Monographien und Lehrbücher aus dem Bereich Psychosomatik, Psychiatrie und Psychotherapie.
In der Taschenbuchreihe Wissen & Leben erschienen 26 Bände, die sich mit Essaythemen aus den Bereichen Psychologie, Medizin, Hirnforschung, Sozial- und Naturwissenschaften und Naturphilosophie beschäftigen.

## Geschichte
Der Verlag wurde im November 1949 von Friedrich-Karl Schattauer (1892–1967) in Stuttgart gegründet. Erstes Verlagsobjekt war die Zeitschrift Die medizinische Welt, ursprünglich 1927 gegründet. Im Januar 1950 erschien die erste Ausgabe im Schattauer Verlag nach einigen Jahren des kriegsbedingten Brachliegens. In der Folge kamen weitere Fachzeitschriften hinzu.
Als erstes Buch wurde 1955 Die thromboembolischen Erkrankungen (Hrsg.: Naegeli/Matis/Gross/Runge/Sachs) verlegt. 1964 erschien mit dem Werk Der diagnostische Blick – Atlas zur Differentialdiagnose innerer Krankheiten von Klostermann/Südhof/Tischendorf der erste große Farbatlas. Dieses Format wurde in den folgenden Jahren ein Markenzeichen des Verlages.
Nach dem Tod Friedrich-Karl Schattauers im Jahr 1967 übernahmen seine Frau Elfriede Schattauer sowie Paul Matis und Phillip Reeg die Leitung des Unternehmens. Diese zogen sich Anfang der 1980er Jahre zurück und verkauften den Verlag an den Verlag Bergemann & Mayr in Miesbach, deren Druckerei bereits seit langer Zeit ein Hauptlieferant des Verlages war. 1983 übernahm Dieter Bergemann die Leitung des Unternehmens.
Nach dem Ausscheiden von Matis wurde der Psychotherapeut Wulf Bertram wissenschaftlicher Leiter und baute in der Folgezeit die Bereiche Psychosomatik, Psychologie und Psychiatrie aus. 1984 wurde das Spektrum des Verlages durch die Übernahme der Zeitschrift Tierärztliche „Praxis“ auf die Veterinärmedizin ausgedehnt, es folgten wichtige Grundlagenwerke in diesem Fachbereich.
1998 ging der Verlag mit seiner ersten Website online, seitdem engagierte sich der Verlag mit dem SKS (SchattauerKongressService) auch in der Organisation von Fachkongressen und Seminaren. Ehemals als SKS – Schattauer Kongress Service – bekannt, firmierte der Unternehmensbereich ab 2013 als Schattauer Convention. Schattauer Convention war Partner für die Planung, Organisation und Durchführung von medizinischen Klein- und Großveranstaltungen in den Bereichen Humanmedizin, Psychiatrie und Psychotherapie sowie in der Veterinärmedizin. 
2008 wurde Jan Haaf Mitglied der Geschäftsleitung. Zum 1. Januar 2017 wurde der Schattauer Verlag von der Thieme Verlagsgruppe übernommen. Das Programmsegment Psychotherapie/Psychosomatik und Psychiatrie wurde zum 1. Januar 2018 an den Verlag Klett-Cotta (dort unter der Marke Schattauer) verkauft. Betroffen seien einer Meldung des Buchreports zufolge „über 350 Buchtitel, drei Fachzeitschriften und drei Fortbildungsveranstaltungen.“
Der Verlag war Mitglied im Börsenverein des Deutschen Buchhandels.